# Ilha Saunders
A Ilha Saunders é uma ilha em formato de meia-lua, de 8,8 km de extensão e 40 km2 de área. Encontra-se entre a ilha Candelária e a ilha Montagu, e pertence às Ilhas Sandwich do Sul. De origem vulcânica, em seu cume existe um vulcão ativo, o Monte Michael, com 700 m de diâmetro por 990 m de altitude. Em 1819, ocorreu uma erupção muito forte no Monte Michael.
A ilha foi descoberta em 1775 pelo capitão James Cook, que nomeou-a em homenagem ao almirante Sir Charles Saunders. Em 1819, a ilha Saunders foi mapeada em detalhe por Fabian Gottlieb Thaddeus von Bellingshausen.

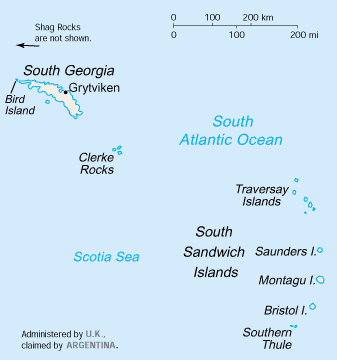
Mapa das Ilhas Sandwich do Sul